# 安普里奥大厦
安普里奥大厦（Emporio）旧称：联合利华大厦（Unileverhaus）是德国汉堡一座98米高层办公楼，位于汉堡新城 。最初建于1964年，作为联合利华德国总部。2009年联合利华总部迁至汉堡港城，将该楼出售，重新命名，进行了大规模翻新。
安普里奥大厦由杜塞尔多夫的赫尔穆特·亨特查希与胡伯特·佩奇尼格建筑师事务所设计，最初有21层，总高度为90米。翻新时增加了三层，和一些先进的技术和生态现代化，包括双层玻璃外墙和低能耗的暖通空調，还新建了六层楼，出租给瑞典连锁酒店斯堪的克酒店。